# Milvago chimango
Milvago chimango е вид птица от семейство Соколови (Falconidae).

## Разпространение
Видът е разпространен в Аржентина, Бразилия, Парагвай, Уругвай и Чили.